# Гарфілд (фільм)
Гарфілд (англ. Garfield) — американська кінокомедія про рудого і гладкого кота Гарфілда.
Прем'єра фільму відбулася 11 червня 2004 року. Незважаючи на негативні відгуки від критиків, він мав комерційний успіх, заробивши 208 мільйонів доларів при бюджеті 50 мільйонів доларів. Продовження, «Гарфілд 2», вийшло у 2006 році.

## Сюжет
Гарфілд — товстий, ледачий кіт, який живе з його власником, Джоном Арбаклом (англ. Jon Arbuckle). Його основне заняття — кепкування (а якогось роду навіть знущання) над господарем і сусідським доберманом, Лукою. Крім Джона, Гарфілд підтримує дивну дружбу з мишею, на ім'я Луїс. Він також дружить з котом Нермелом (англ. Nermal), якого часто запускає в кошику до дахів будинків, і з кішкою Арлін (англ. Arlene).
Тим часом якийсь Везунчик Чепмен (англ. Happy Chapman), ведучий шоу для домогосподарок на 37-му каналі «Kibbly cat», присвячене одному коту, Серу Роланду, ненавидить всіх кішок, має на них алергію і мріє прославитися в новому шоу «Kibbly dog» з талановитою собакою. У нього є молодший брат, Волтер Джей Чепмен, який влаштувався ведучим новин на великому телеканалі й постійно викликав заздрість у Хеппі Чепмена. Останній хоче його обійти та прославитися на весь світ.
Господар Гарфілда, сподіваючись на симпатію з боку ветеринара Ліз Вілсон (англ. Liz Wilson), в яку закоханий ще зі школи, везе свого кота в місто. Джон намагається натякнути на почуття, але через непорозуміння отримує під опіку нового вихованця — щеня на кличку Одді (англ. Odie). Джон і Ліз починають зустрічатися. Гарфілду не подобається, що йому доводиться ділити будинок із собакою, через яку, як йому здається, Джон став менше його любити. З ним трапляється кілька казусів, в яких частково був винен Одді. Зрештою, користуючись душевним поривом, кіт вчить цуценя танцювати під музику «Hey Mama!» групи «The Black Eyed Peas». Джон бере Одді на собаче шоу талантів, де Ліз є суддею поряд з Хеппі Чепменом. Гарфілд без дозволу пробирається на фестиваль, де вплутується у сварку із собаками-конкурсантами. У той час, поки вони біжать за котом, діджей, щоб врятувати становище, вмикає музику «Hey Mama!». Одді, користуючись інстинктами, рухається до центру сцени, де починає танцювати. Його експромт за мить стає хітом, через що головний приз дістається йому і Джону. Хеппі Чепмен пропонує Джону виступити з Одді на телебаченні, але той не погоджується.
Гарфілд, врятувавшись від собак, приїжджає додому. Він вважає, що через перемогу Одді на шоу Джон стане ще більше любити цуценя, і, в серцях невдало кинувши м'яч, випадково громить цілу кімнату. Джон вперше виганяє Гарфілда на вулицю. Одді приходить до Гарфілда, щоб утішити його. Гарфілд користується ситуацією і стрибає всередину, замкнувши Одді зовні. Щеня тікає. Пізно вночі його знаходить літня жінка на ім'я місіс Бейкер. Вона розвішує по місту плакати «Знайдена собака!». Схвильовані Джон і Ліз починають пошуки Одді, в той час, як приятелі Гарфілда перестають дружити з ним за те, що він зробив з цуценям. Тим часом Чепмен і його помічник, Венделл, бачать плакат місіс Бейкер і вирішують, що Одді, завдяки вмінню танцювати, чудово підійде для «Kibbly dog», після чого видають себе за його господарів. Коли Гарфілд бачить Одді в новому шоу по телебаченню і чує оголошення Чепмена про те, що через дві години той разом з цуценям відправиться в Нью-Йорк, то вирішує втрутитися. Він пішки прямує в місто, де в одному з провулків зустрічає кілька сотень голодних щурів. Від смерті в щурячих шлунках його рятує його друг миша Луїс. За два горіхових печива зверху Луїс погоджується провести його до Телеграфної вежі — будівлі в центрі міста, звідки ведеться все місцеве теле- і радіомовлення. У студії на Телеграфній Вежі Гарфілд знаходить Одді в клітці, підготовленій до від'їзду. Порятунку несподівано заважає Чепмен, який вирішує використовувати електрошоковий нашийник, що змушує цуценя виконувати різні трюки. Чепмен і Венделл їдуть на вокзал, а Гарфілд кидається в погоню. Але професійний ловець тварин міста приймає Гарфілда за бездомного кота і відвозить його до себе в притулок. Там Гарфілд зустрічає Сера Роланда, якого Чепмен віддав в цей притулок за непотрібністю, коли у нього з'явився Одді. Він розповідає колишній зірці телеекранів свою історію і вперше усвідомлює, що Одді, незважаючи ні на що — його друг.
Тим часом Джон, помітивши плакат, приїжджає до місіс Бейкер, але вона каже, що реальним власником Одді є Хеппі Чепмен з 37 каналу.
У притулок несподівано приходять покупці. Охоронець пропонує їм на вибір п'ять кішок, в тому числі й Гарфілда з сером Роландом. Користуючись хвилинною свободою, Сер Роланд натискає червону кнопку на пульті управління, яка відкриває двері для всіх собак і кішок. Звірі розбігаються. Тим часом Хеппі Чепмен сідає на поїзд і здає кошик з Одді в багажний вагон. Гарфілд прибуває занадто пізно, він встигає тільки до відправлення поїзда. Помітивши дитину з іграшковим паровозом, Гарфілд розуміє, що реальними поїздами теж можна управляти, після чого пробирається в кімнату управління поїздами й намагається зупинити Одді та Хеппі Чепмена. Гарфілд змінює напрямки декількох поїздів, що призводить до загрози зіткнення. Дивом уникнувши трагедії, Гарфілд знаходить кнопку управління поїздом до Нью-Йорка і повертає його на вокзал. А тим часом Джон і Ліз, побувавши у Телеграфній вежі, дізнаються, що Хеппі Чепмен їде в Нью-Йорк, і направляються на вокзал, де просять зупинити поїзд. Але їм говорять, що той вже повертається.
Гарфілд звільняє Одді й біжить додому. Чепмен бачить втечу і вискакує за тваринами. Він наганяє Гарфілда й Одді в багажному відсіку і загороджує їм шлях.
Чепмен намагається надягти нашийник на Одді, але несподівано натикається на групи собак, кішок і щурів, очолювані Сером Роландом і Луїсом. Вони нападають на Чепмена. Одді рятується від телеведучого. Чепмен встає, але виявляє на своїй шиї власний електрошоковий нашийник. Гарфілд змушує його випробувати на собі два сильних розряди. На довершення всього Джон і Ліз знаходять своїх вихованців, і Джон нокаутує Хеппі Чепмена.
Чепмена заарештовують за передбачувану зупинку поїзда, а також за викрадення Одді. Гарфілд відновлює довіру і повагу своїх друзів-тварин. Ліз каже Джону, що хоче бути для нього кимось ближчим, ніж просто друг.

## У ролях
- Брекін Меєр — Джон Арбакл
- Дженніфер Лав Г'юїтт — Ліз Вілсон
- Стівен Тоболовськи — Геппі Чепмен
- Еван Арнольд — Венделл
- Марк Крістофер Лоуренс — Крістофер Мелло
- Ів Брент — місіс Бейкер
- Лейна Нгуен — репортер
- Кристал — домашня мавпа

### Озвучка
- Білл Мюррей — Гарфілд
- Алан Каммінг — сер Роланд
- Дебра Мессінг — Арлін
- Нік Кеннон — Луї
- Грег Бергер — Одді
- Джиммі Кіммел — Спанкі
- Річард Кайнд — тато пацюк
- Дебра Джо Рапп — мама пацюк

## Закадрове українське озвучення
Українською мовою фільм озвучено на замовлення телеканалу Новий канал.
- Ролі озвучили: Юрій Ребрик, Володимир Голосняк та ін.

## Цікаві факти
- В місті, де відбувається дія фільму, всі номерні знаки автомобілів 135749.
- На початку фільму на стопці книг у Джона можна помітити статуетку з написом «World's #1 cat» («Найкращий кіт на світі»), а на собачому танцювальному конкурсі на столі призів є така ж статуетка, тільки замість кота на ній стоїть собака і написано «World's #1 dog» («Найкращий пес на світі»).
- На подушці Гарфілда є малюнок, який нагадує логотип парфумерної компанії «Lacoste».
- Одді — єдина тварина, яка не може говорити. Гарфілд та інші тварини можуть.
- Сцена, в якій Гарфілд та Луїс переходили дорогу, є посиланням на мультфільм «Історія іграшок 2».
- В сцені, де Джон працює на комп'ютері, на ньому можна помітити логотип компанії «Apple».
- Коли Гарфілд та Одді разом дивляться телевізор і Гарфілд вчить Одді танцювати, по телевізору йде кліп «Hey Mama [Архівовано 20 серпня 2021 у Wayback Machine.]» у виконанні The Black Eyed Peas.